# المحل (إب)

تعديل مصدري - تعديل

المحل هي إحدى قرى عزلة شعب يافع بمديرية إب التابعة لمحافظة إب، بلغ تعداد سكانها 209 نسمة حسب تعداد اليمن لعام 2004.